# Стивен Колинс
Стивен Вивер Колинс (енгл. Stephen Weaver Collins; Де Мојн, 1. октобар 1947), амерички је позоришни, филмски и ТВ глумац.
Убрзо је започео своју каријеру на телевизији, епизодним улогама у серијама као што су „Волтони“, након чега је дебитовао у филму Сви председникови људи (1976).
Колинс је најпознатији по улози велечасног Ерика Кемдена у дуготрајној породичној драми The WB канала Седмо небо, у којој је глумио заједно са Кетрин Хикс једанаест сезона, од 1996. до 2007. године. Поред овога, познат је по улогама у филмовима Звездане стазе: Играни филм (1979), Брустерови милиони (1985), Клуб првих жена (1996) и Крвави дијамант (2006). Године 1987. био је номинован за награду Еми за улогу у телевизијском филму Две госпође Гренвил.